# Lala Şahin Paşa
Lala Şahin Paşa (n. 1330 - d. după 1382) a fost un general otoman și primul beglerbeg al Rumeliei. A fost profesorul (Lala) sultanului Murad I, iar când acesta a succedat la tron, Şahin a condus campania otomană din Tracia. În 1360, a capturat Didymoticho, și în 1362, Adrianopol, care apoi a devenit capitala otomană. În 1364 Şahin a ocupat Boruj și Plovdiv. A fost unul dintre comandanții armatei otomane din bătălia de pe Marița (1371) și Bilecia (1388). Din 1382, a condus de la Sofia Rumelia.